# William Larsson
William Larsson (ur. 5 lipca 1873 w Sztokholmie, zm. 7 marca 1926) – szwedzki aktor i reżyser filmowy. Na przestrzeni lat 1912 – 1925 wystąpił w 39 produkcjach.

## Wybrana filmografia
- Ingeborg Holm (1913)
- Halvblod (1913)
- Prästen (1914)
- Dömen icke (1914)
- Högfjällets dotter (1914)
- Tösen från Stormyrtorpet (1917)
- Banici (Berg-Ejvind och hans hustru) (1918)
- Kärlekens ögon (1922)
- Mistrz Samuel (Mästerman) (1920)